# Joseph Mariën
Joseph Charles Louis Mariën (Hamme, 25 januari 1900 - december 1958) was een Belgische atleet die gespecialiseerd was in de lange afstand en het veldlopen. Hij nam eenmaal deel aan de Olympische Spelen en veroverde één Belgisch titel.

## Biografie
Mariën behaalde in 1925 de Belgische titel op de 10.000 m. Hij verbeterde dat jaar ook het Belgisch record op de afstand van Marcel Alavoine tot 33.13,6. Hij won dat jaar ook de cross van Le Soir. Begin 1926 nam hij in Stokkel deel aan de Landenprijs veldlopen.
In 1925 en 1926 won Mariën de Franse kampioenschappen marathon. Hij nam op dat nummer ook deel aan de Olympische Spelen van 1928 in Amsterdam. Hij werd zesenvijftigste.

### Clubs
Mariën was aangesloten bij Union Sint-Gillis.

## Belgische kampioenschappen
| Onderdeel | Jaar |
| --------- | ---- |
| 10.000 m  | 1925 |

## Persoonlijke records
| Onderdeel | Prestatie | Datum            | Plaats |
| --------- | --------- | ---------------- | ------ |
| 10.000 m  | 33.13,6   | 23 augustus 1925 | Vorst  |
| marathon  | 2:49.52,6 | 28 mei 1927      | Londen |

## Palmares

### 10.000 m
- 1925:  BK AC – 33.17,0

### marathon
- 1922: 4e marathon van Turijn - 3:04.09,8
- 1925:  Frans Kampioenschap* Colombes-Pontoise en terug – 2:50.08
- 1926:  Frans Kampioenschap* Colombes-Pontoise en terug – 2:50.56
- 1926:  marathon van Turijn - 2:52.15,4
- 1927:  Windsor to London Marathon – 2:49.52,6
- 1928: 56e OS in Amsterdam – 3:16.13

 * buiten competitie

### veldlopen
- 1925:  BK AC
- 1925:  Cross Le Soir
- 1926:  BK AC in Stokkel
- 1926: 26e Landenprijs in Stokkel

- Bibliothèque nationale de France: cb17719643n (data)
- World Athletics: 14562362
- Virtual International Authority File: 3879152331605103260007